# Alexander Robillard
Alexander (Alexandre) Robillard, född 1843, död 1907, var en liberal medlem av Legislative Assembly of Ontario för valdistriktet Russell mellan 1886 och 1898.
Han var involverad i uppdraget att bryta sten för att skaffa material till byggnaden av Gloucester Township. Han stod, dock inte särskilt framgångsrik, som tävlande mot sin bror Honoré år 1883 i Russell.